# Vodica
Vodica (cyr. Водица) – wieś w Bośni i Hercegowinie, w Republice Serbskiej, w gminie Šipovo. W 2013 roku liczyła 107 mieszkańców.